# Maison au 4, rue du Temple à Thann
La maison au 4, rue du Temple est un monument historique situé à Thann, dans le département français du Haut-Rhin.

## Localisation
Ce bâtiment est situé au 4, rue du Temple à Thann.

## Historique
L'édifice fait l'objet d'une inscription au titre des monuments historiques depuis 1934.